# Tigrioides chinostola
Tigrioides chinostola là một loài bướm đêm thuộc phân họ Arctiinae, họ Erebidae.